# Adamou Allassane
Adamou Allassane (* 4. August 1960) ist ein ehemaliger nigrischer Leichtathlet, der sich auf den Mittelstreckenlauf spezialisiert hatte.

## Biografie
Adamou Allassane startete bei den Olympischen Spielen 1984 in Los Angeles im 1500-Meter-Lauf, schied jedoch als Neunter in seinem Vorlauf aus.